# Olivia Carlsson
Maria Olivia Carlsson, född 2 mars 1995, i Norrstrands församling, Värmlands län är en tidigare svensk ishockeyspelare. Hennes moderklubb är Forshaga IF. men hon är mest känd som spelare i MoDo som hon kom till redan som 16 åring, och där hon spelade i 12 säsonger.

## Klubbkarriär
Carlssons moderklubb är Forshaga IF, där hon spelade i ett pojklag. Därefter gick Carlsson till MoDo, där hon debuterade i Riksserien säsongen 2011/2012. Under samma säsong var Carlsson med om att vinna SM-guld med MoDo.
Säsongen 2018/2019 var hon lagkapten i MoDO. I maj 2019 förlängde Carlsson sitt kontrakt i klubben med två säsonger.
Efter säsongen 2022-23 så meddelade Olivia att hon bestämt sig för att lägga ned sin ishockeykarriär och istället satsa på sitt arbete som sjukgymnast.

## Landslagskarriär
Carlsson var en del av Sveriges trupp som tog brons vid U18-VM 2012 och 2013.
Carlsson har varit en del av Sveriges lag vid VM i ishockey 2015 (femteplats), 2016 (femteplats) och 2017 (sjätteplats). I januari 2018 blev Carlsson uttagen i Sveriges trupp till olympiska vinterspelen 2018 i Pyeongchang, där Sverige slutade på sjunde plats. I mars 2019 blev hon uttagen i Sveriges trupp till VM 2019.